# Cake (소프트웨어)
케이크(영어: Cake)는 동영상 기반 영어, 한국어 학습 소프트웨어이다.
PC와 스마트폰 애플리케이션을 통해 영어와 한국어를 학습할 수 있다.
영상을 통해 원어민이 사용하는 표현과 전후 맥락까지 학습할 수 있는 것이 장점이다.
매일 업데이트되는 표현들을 무료로 학습할 수 있으며
프리미엄 서비스인 케이크 플러스의 경우 유료이다
2023년 현재 20개의 언어로 서비스되고 있으며, 전 세계 사용자 수는 1억 명이 넘는다.

## 역사
네이버의 자회사인 스노우에서 출시한 언어 학습 앱이다.
현재 케이크 법인으로 분사하여 운영 중이다.

### 연혁
- 2018년 3월 케이크 영어 학습 서비스 출시
- 2022년 3월 HYBE EDU 인수[2]
- 2022년 9월 케이크 한국어 학습 서비스 출시

## 사용 방법
Cake를 처음 실행하면, 사용자는 배우고 싶은 언어와 모국어를 선택할 수 있다.
홈 탭에 표시되는 영상을 선택하여 다양한 표현을 학습할 수 있다.

#### 학습할 수 있는 언어
영어, 한국어

#### 제공되는 언어(모국어 선택)
영어 학습자 - 영어, 한국어, 중국어(번체), 중국어(간체), 베트남어, 태국어, 튀르키예어, 스페인어,
일본어, 인도네시아어, 러시아어, 말레이시아어, 아랍어, 독일어, 프랑스어, 이탈리아어, 폴란드어, 힌디어, 스페인어(남미), 포르투갈어(브라질)
한국어 학습자 - 영어, 일본어, 대만어, 태국어, 베트남어

## 서비스
케이크 앱은 크게 홈, Path, 클래스, 스피크, 복습 기능으로 구성되어 있다.
학습을 완료하면 '별'을 획득할 수 있다. 별은 유저 간의 학습량을 비교하고 경쟁할 수 있는 리그에서 사용된다.
별을 모아 상위 리그로 승급할 수 있다.

#### 홈
홈 탭에는 매일 새로운 영상과 표현들이 업데이트 된다.
- 드라마, 영화, 예능, 애니메이션, 유튜브 등의 클립이 업데이트 되며, 원어민 표현과 함께 자막이 표시된다.
- 단어를 클릭하면 뜻을 확인할 수 있고, 핵심 표현은 3번 반복 재생된다.
- 배속, 반복 학습, 발음 평가, 리스닝 퀴즈, 핵심만 퀴즈 등의 기능을 이용하여 학습할 수 있다.

#### Path
Path탭은 게이미피케이션 방식의 학습 기능이다.
- 사용자는 게임을 하듯이, 영상 학습, 말하기 연습, 퀴즈, 복습 등 정해진 순서를 따라 Unit을 클리어하면서 영어 표현을 학습할 수 있다.

- 문제를 틀리면 하트가 소모되고, 하트를 전부 소진하면 일정 시간을 기다리거나 광고 시청을 통해 충전해야 한다.

- Unit을 클리어하다 보면 케이크 플러스 할인 구독권이 담긴 선물 상자를 획득할 수 있다.

#### 복습
복습 탭은 틀린 문제 복습, 단어장, 저장한 내 문장, 사용 기록 등을 확인할 수 있는 기능이다.
- 틀린 문제 복습은 단어 퀴즈와 문장 퀴즈로 구성되어 있고,  케이크 앱 사용 중 틀렸던 문제를 모아서 다시 학습할 수 있다.

- 단어장과 내 문장은 앱 사용 중 내가 저장했던 단어와 문장을 확인할 수 있고,  저장한 단어와 문장을 퀴즈로 풀면서 학습할 수 있다.

Plus only
케이크의 프리미엄 서비스인 케이크 플러스 구독 유저만 사용할 수 있는 기능이다.
클래스와 스피크 기능으로 구성되어 있다.

#### 클래스
클래스 탭은 사용자가 난이도, 주제를 선택하여 체계적으로 학습할 수 있는 기능이다.
- 난이도는 왕초보~중고급까지 선택할 수 있다.
- 주제는 면접, 여행, 일상 표현, 비즈니스 영어 등 다양하게 선택할 수 있다.

- 주제에 따라 여러 챕터로 구성되어 있고, 챕터는 여러 순서의 스텝으로 구성되어 체계적으로 학습할 수 있다.

#### 스피크
스피크는 대화문을 통해 말하기와 듣기를 연습할 수 있는 기능이다.
- 클래스와 마찬가지로 난이도와 주제를 선택할 수 있다.
- 주제에 따라 여러 에피소드로 구성되어 있다.
- 원어민 표현을 듣고, 따라서 말하며 연습하는 방식이다.
- AI를 통해 사용자의 발음 평가까지 받을 수 있다.

## 케이크 플러스
케이크 플러스는 케이크의 프리미엄 서비스 이름이다.
케이크 플러스는 케이크 앱 내에서 구독할 수 있으며 상기한 Plus only 탭 기능 사용 및 광고 제거, 하트 무제한 콘텐츠 무제한 시청, 유료 복습 기능 오픈 등이 제공된다.
대학생의 경우 '네이버 플러스 멤버십 스튜던트'를 통해 케이크 영어학습권을 선택하면,
영상 및 퀴즈 무제한 학습(하트 제외), 대학생 전용 클래스 스피크 기능이 제공된다.

## 같이 보기
- 네이버
- 스노우